# Gatt
Gatt, Gat und die Verkleinerungsform Gatchen bezeichnen in der Seemannssprache eine Öffnung oder ein Loch.
Reffgatchen sind in das Segel eingenähte Ösen, durch die Reff-Leinen geführt werden; Speigatten dienen dem Ablaufen von Gischt durch die Bordwand. Zudem bezeichnet Gatt in Schiffen auch einen Raum, der der Aufbewahrung von Material, Tauwerk und anderem dient, z. B. als Kabelgatt oder als enges Hellegat tief im Schiffsinneren.
Gatt ist ferner mit der Bedeutung Hinterteil eine andere Bezeichnung für das Heck von Schiffen, die je nach Heckform in Rundgatter, Spitzgatter oder Plattgatter unterschieden werden.
Das Wort Gat bezeichnet weiterhin eine Stromrinne, in der das Süßwasser meerwärts fließt. Bei der Meerenge Kattegat stammt die Verwendung aus der niederländischen Bezeichnung für ein Katzenloch.